# Nothing's Gonna Change My Love for You
"Nothing's Gonna Change My Love for You" là một bài hát được sáng tác bởi Gerry Goffin và Michael Masser. Nó được ghi âm lần đầu tiên bởi ca sĩ người Mỹ George Benson cho album 20/20 năm 1985.

## Phiên bản của George Benson
Đĩa đơn 7-inch
1. "Nothing's Gonna Change My Love for You" (Michael Masser, Gerry Goffin) – 4:04
2. Beyond The Sea (La Mer) (Charles Trenet, Jack Lawrence) – 4:10

| Bảng xếp hạng (1985)      | Vị trí cao nhất |
| ------------------------- | --------------- |
| Bỉ (Ultratop 50 Flanders) | 29              |
| Hà Lan (Single Top 100)   | 43              |

## Phiên bản của Glenn Medeiros
Bài hát đã trở thành một bản tình ca nổi tiếng trên toàn thế giới với phiên bản hát lại của ca sĩ gốc Hawaii Glenn Medeiros phát hành năm 1987. Nó đạt vị trí thứ 12 trên Billboard Hot 100 và đứng đầu các bảng xếp hạng ở Canada, Pháp, Ireland, Tây Ban Nha, Hà Lan và Vương quốc Anh (trong 4 tuần vào tháng 7 năm 1988).
Nothing's Gonna Change My Love for You đã được hát lại bởi nhiều nghệ sĩ nổi tiếng như: Stevie Wonder, Westlife, John McCook...

### Danh sách bài hát
Đĩa 7"
1. "Nothing's Gonna Change My Love for You" — 3:46
2. "Nothing's Gonna Change My Love for You" (không lời) — 5:11

Đĩa 12"
1. "Nothing's Gonna Change My Love for You" (bản mở rộng) — 6:09
2. "Nothing's Gonna Change My Love for You" (bản 7") — 3:46
3. "Nothing's Gonna Change My Love for You" (không lời) — 5:20

### Xếp hạng

#### Xếp hạng tuần
| Bảng xếp hạng (1987-88)                      | Vị trí cao nhất |
| -------------------------------------------- | --------------- |
| Áo (Ö3 Austria Top 40)                       | 12              |
| Bỉ (Ultratop 50 Flanders)                    | 2               |
| Canada Top Singles (RPM)                     | 1               |
| Châu Âu (Eurochart Hot 100)                  | 1               |
| Pháp (SNEP)                                  | 1               |
| Đức (GfK)                                    | 20              |
| Ireland (IRMA)                               | 1               |
| Hà Lan (Dutch Top 40)                        | 1               |
| Na Uy (VG-lista)                             | 2               |
| Tây Ban Nha (AFYVE)                          | 1               |
| Thụy Điển (Sverigetopplistan)                | 2               |
| Thụy Sĩ (Schweizer Hitparade)                | 8               |
| UK Singles (The Official Charts Company)     | 1               |
| U.S. Billboard Hot 100                       | 12              |
| U.S. Billboard Hot Adult Contemporary Tracks | 4               |

#### Xếp hạng cuối năm
| Bảng xếp hạng (1987)     | Vị trí |
| ------------------------ | ------ |
| Canada Top Singles (RPM) | 10     |
| US Billboard Hot 100     | 85     |

| Bảng xếp hạng (1988)                     | Vị trí |
| ---------------------------------------- | ------ |
| Australian Singles Chart                 | 36     |
| Belgian (Flanders) Singles Chart         | 13     |
| Dutch Top 40                             | 2      |
| UK Singles (The Official Charts Company) | 3      |

#### Chứng nhận
| Nước           | Chứng nhận | Doanh số |
| -------------- | ---------- | -------- |
| Canada         | Vàng       | 50,000   |
| Pháp           | Vàng       | 500,000  |
| Hà Lan         | Vàng       | 40,000   |
| Vương quốc Anh | Vàng       | 400,000  |